# Cassie-Ann Pemberton
Cassie-Ann Pemberton (24 de julio de 2001) es una deportista de Reino Unido que compite en atletismo. Ganó una medalla de oro en el Campeonato Europeo de Atletismo Sub-20 de 2019, en la prueba de 4 × 100 m.